# Torcida (Gemelli DiVersi)
Torcida è un singolo del gruppo musicale italiano Gemelli DiVersi, pubblicato il 23 dicembre 2022.

## Tracce
1. Torcida – 2:50